# Hypognatha lamoka
Hypognatha lamoka Levi, 1996 è un ragno appartenente alla famiglia Araneidae.

## Etimologia
Il nome della specie deriva dal nome della località venezuelana di rinvenimento: La Moka

## Caratteristiche
L'olotipo maschile rinvenuto ha dimensioni: cefalotorace lungo 1,19mm, largo 1,17mm; opistosoma lungo 1,7mm, largo 1,8mm.

## Distribuzione
La specie è stata reperita nel Venezuela settentrionale: a La Moka, località dello stato di Miranda.

## Tassonomia
Al 2014 non sono note sottospecie e dal 1996 non sono stati esaminati nuovi esemplari.